# Borsó
A borsó vagy veteményborsó, kerti borsó, kultúrborsó, termesztett borsó (Pisum sativum) a pillangósvirágúak családjába tartozó növényfaj. Tápláléknövény, az emberiség egyik legrégibb kultúrnövénye. Fontos fehérjeforrásnak számít az emberi táplálkozásban, manapság elsősorban zöldségként és állateledelként kerül felhasználásra. Magyarországon a veteményes kertekben mindenütt megtalálható kedvelt zöldségféle. Szántóföldi paraszti termesztése elsősorban a Tiszántúlon (Hajdú-Bihar, Szolnok, Békés vármegyék), illetve a Dunántúl némely körzeteiben (Fejér és Tolna vármegye) alakult ki. Termesztett változatai több vad őstől származnak. Termesztésbe vétele i. e. 4–5000 évvel Közép-Ázsia központi és déli területein (Afganisztán, Irán, Turkesztán) történhetett és a neolitikus kultúrákkal terjedt el Európában. A bronzkorból bőséges régészeti leletek bizonyítják Kárpát-medencei és nyugat-európai ismeretét. A magyarság még a vándorlása idején ismerhette meg. A magyar borsó szó ótörök eredetű.

## Leírása
Az alapfaj gyökere mélyre hatol, oldalgyökerei gazdagon behálózzák a talajt, rajtuk nitrogéngyűjtő baktériumok élnek. Hajtása felálló vagy elfekvő dudvaszár viaszos bevonattal; levélkacsban végződik. Levelei szárnyasan összetettek, hamvasak, széles pálhájuk van. Virágai fehérek, magánosak vagy kevés tagú fürtben állnak. Termése hüvely. Áprilistól júliusig virágzik.
A termesztett fajták különböznek a szártagok hosszúságában és színében, a pálhalevelek és a lomblevelek alakjában, a hüvely méretében és a termés alakjában.

## Termesztett alakkörei
Alapvetően három fajtacsoportot különböztetünk meg, de ezeken belül más szempontok, bogyó nagysága, színe alapján is osztályozzák:
- cukorborsó P. sativum L. ssp. sativum convar. saccharatum Ser. (=ssp. hortense (Neilr.) A et G.): a terméshüvely belső, rostos rétege hiányzik, hüvelyestül fogyasztják.
- kifejtő borsó P. sativum L. ssp. sativum convar. sativum (=convar. vulgare (Schülb. et Mart.): magjuk sima, cukortartalmuk gyorsan alakul át keményítővé, rövid idő van a betakarításukra. Ide tartoznak az étkezési száraz (zöld vagy sárga magvú) borsók is.
- velőborsó P. sativum L. ssp. sativum convar. medullare Alef.: a cukortartalom lassan alakul át keményítővé, hosszabb ideig zsenge marad.[3]

## Termesztése

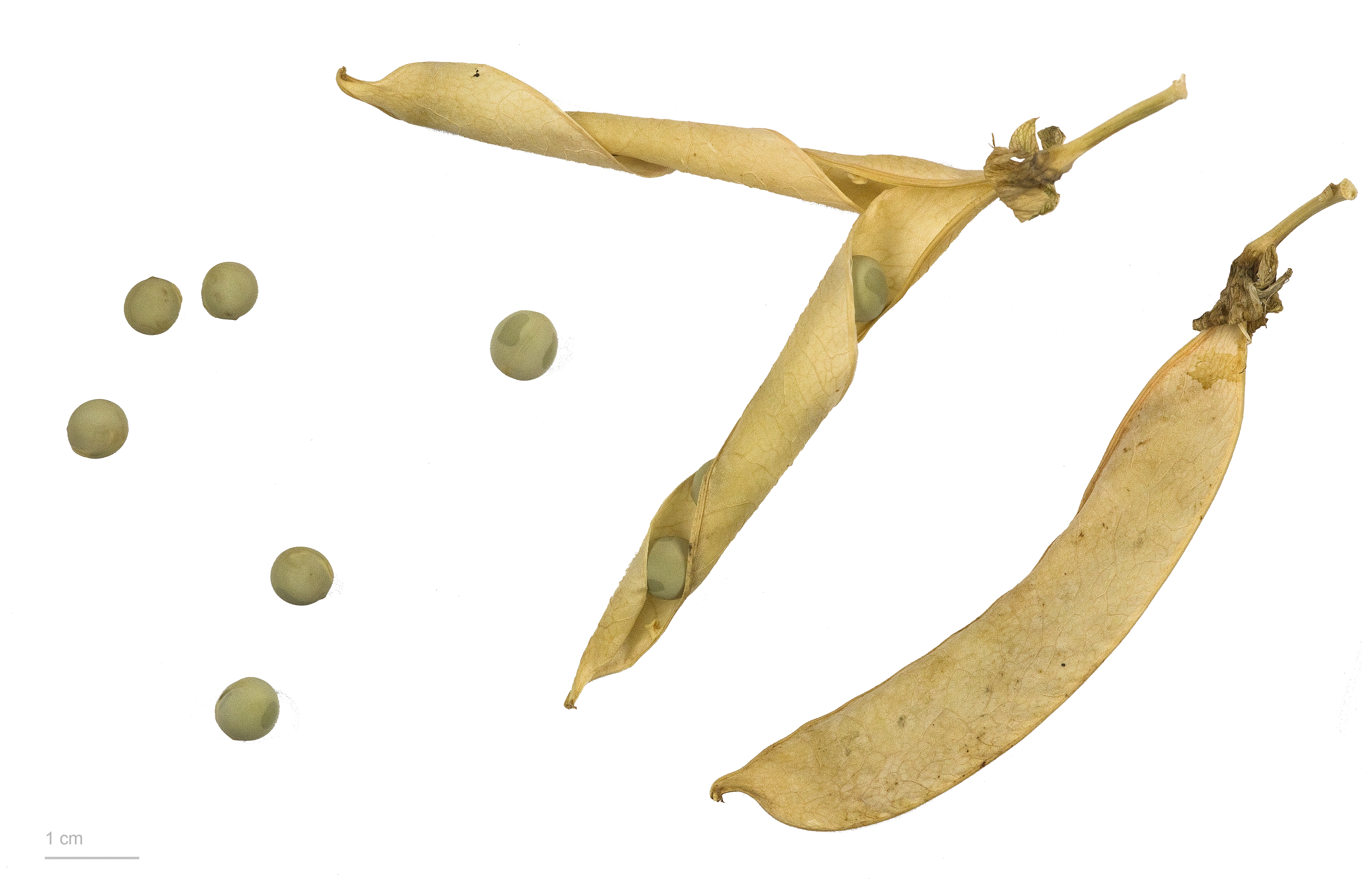
Pisum sativum

A zöldborsó világszerte népszerű zöldség. 2021-ben a zöldborsót több mint 80 országban termesztették, és az éves termés mennyisége meghaladta a 26 millió tonnát.
A világ legnagyobb borsó termelői közé tartozik Kína, India, Albánia, Mali és Üzbegisztán. Ezek az országok a 2021-es termelésük alapján az első öt helyen álltak. 2021-ben Kína és India az éves termés több mint felét (66%) adták a világ zöldborsó termelésének. 
A borsót eredetileg száraz állapotban fogyasztották. A zöldborsófogyasztás a 15–16. századtól jött szokásba Nyugat-Európában. Eleinte a hüvelyével együtt főzték meg. A 16–17. századi magyar botanikai irodalom kétféle borsót különböztetett meg: az apróbb magvú mezei borsót és a nagyobb magvú kerti borsót. Magyarországon bárhol termeszthető, a hideget jól tűri, egyes fajták a −10 °C-ot is károsodás nélkül elviselik. Nagy melegben a szemek aprók maradnak. 
Március, április hónapban szakaszosan vetjük, egyes fajták között egy-két hét különbséggel. Talajban nem válogat, tápanyag-, vízigénye közepes, ha a téli csapadék bőséges volt, akkor csak a virágzásakor öntözzük.
A termésmennyiség és a minőség miatt nagyon fontos a legmegfelelőbb betakarítási
időpont kiválasztása. Túl korai szedésnél alacsony lesz a termésátlag, viszont zsenge, édes szemeket kapunk, míg a túl kései szedésnél a minőség lesz rossz, kemények, nehezen fővők lesznek a szemek. A szedést követően hűvös helyen tároljuk a feldolgozásig, eltevésnél, gyorsfagyasztásnál törekedjünk arra, hogy két-három órán belül tudjuk feldolgozni.

### Fontosabb kártevői és betegségei
- betegségek: Levél-, szár-, és hüvelyfoltosság, lisztharmat, fuzárium, borsóperonoszpóra, borsórozsda, baktériumos betegség.
- kártevők: borsózsizsik, levéltetvek, barkók, bagolylepke hernyók, borsótripsz, zsizsik

## Tápértéke
| Energia 81 kcal 339 kJ |        |
| Szénhidrátok | 14.5 g |
| - Cukrok 5.7 g |        |
| - Étkezési rostok 5.1 g |        |
| Zsír | 0.4 g  |
| Fehérje | 5.4 g  |
| A-vitamin ekviv. 38 μg | 5%     |
| β-karotin 449 μg | 4%     |
| Tiamin (B1-vitamin) 0.3 mg | 26%    |
| Riboflavin (B2-vitamin) 0.1 mg                                                                                                  | 8%     |
| Niacin (B3-vitamin) 2.1 mg | 14%    |
| Pantoténsav (B5-vitamin) 0.1 mg                                                                                                 | 2%     |
| B6-vitamin 0.2 mg | 15%    |
| Folsav (B9-vitamin) 65 μg | 16%    |
| C-vitamin 40.0 mg | 48%    |
| Kalcium 25.0 mg | 3%     |
| Vas 1.5 mg | 12%    |
| Magnézium 33.0 mg | 9%     |
| Foszfor 108 mg | 15%    |
| Kálium 244 mg | 5%     |
| Cink 1.2 mg | 13%    |
| A százalékos értékek az amerikai felnőttek számára javasolt napi mennyiségre (RDA) vonatkoznak. Forrás: USDA tápanyag adatbázis |        |

B1, B2, és C vitamint (20 mg/100 g) tartalmaz. Szénhidrát tartalma is jelentős. Kalóriaértéke megközelíti a burgonyáét, fehérjetartalma pedig kb. háromszor annyi.

## Felhasználása
A szárazborsó legnagyobb része borsódaraként az állattenyésztésben kerül felhasználásra, akárcsak az élelmiszer előállításból származó borsó takarmányliszt és a borsókorpa a hántoló malomból. Magas tápanyagtartalma miatt a szárított borsót is használják etetéshez. Továbbá a borsót zöldtakarmányként és zöldtrágyázáshoz is használják.
Eredetileg az emberi táplálkozáshoz is szárazborsót használtak, melyet elsősorban borsópürének készítettek el. Napjainkban elterjedt még a borsóleves. A 19. században jelent meg a borsókolbász. A szárazborsó teljes borsóként (maghéjjal) és félborsóként (maghéj eltávolításával) kerül felhasználásra.
Manapság Közép-Európában a borsót főleg nyersen fogyasztják. Gyakran kerül konzervekbe és mélyhűtött formában is árusítják.
A nyers, zsenge friss cukorborsó kedvenc gyerekcsemege. Cukorborsóleves és - főzelék készülhet belőle, de más levesek, rizses köretek, párolva saláták ízesítője, kiegészítője. Az egészséges, friss borsóhüvely a belső rétegének eltávolítása után ehető, a borsólevesben is nagyon jól használhatjuk.